# Ђ
Ђ je cirilska črka, ki se uporablja v srbski abecedi. V srbski latinici ji ustreza črka Đ. Črki Ђ in Ћ je uvedel Vuk Stefanović Karadžić v svoji pravopisni reformi. Navdih za obliko črk Ђ in Ћ je dobil pri črki »đerv« iz stare bosanske cirilice: 
{\displaystyle {\stackrel {+}{\cap }}}
Črko Ђ po navadi imenujemo mehki dž. Izgovarja se podobno, vendar mehkeje kot trdi dž (Џ). Kadar uporabljajo latinico, Srbi dosledno Ђ prečrkujejo v Đ, Џ pa v DŽ. Tega se držimo tudi, kadar v slovenščini navajamo srbska imena in priimke, npr: Ђинђић pišemo kot Đinđić (in ne Džindžič), Караџић pa kot Karadžić (in ne Karađić).
Podobno kot Ђ se izgovarja tudi makedonska črka Ѓ.
| tiskano | pisano |
| ------- | ------ |
| Ђ ђ     | Ђ ђ    |